# Hiroshi Ibusuki
Hiroshi Ibusuki (født 27. februar 1991) er en japansk fodboldspiller, som spiller for den japanske fodboldklub Shonan Bellmare.